# NGC 7343
NGC 7343 (другие обозначения — PGC 69391, UGC 12129, MCG 6-49-59, ZWG 514.82, IRAS22363+3348) — галактика в созвездии Пегас.
Этот объект входит в число перечисленных в оригинальной редакции «Нового общего каталога».
В галактике вспыхнула сверхновая SN 1974J типа I. Её пиковая видимая звёздная величина составила 15,5.